# فرودگاه سن لویس
فرودگاه سن لویس (به انگلیسی: San Luis Aerodrome) (به زبان بومی: Aeródromo de San Luis) یک فرودگاه خصوصی است که یک باند فرود آسفالت دارد و طول باند آن ۱۸۵۰ متر است. این فرودگاه در شهر پورت ماهون کشور اسپانیا قرار دارد و در ارتفاع ۶۰ متری از سطح دریا واقع شده است.